# كلايف ديفيس
كلايف ديفيس (بالإنجليزية: Clive Davis)‏ هو مدير تنفيذي موسيقي ‏ ومنتج أسطوانات وملحن وشخصية أعمال أمريكي، ولد في 4 أبريل 1932 في بروكلين في الولايات المتحدة.

## وصلات خارجية
- الموقع الرسمي
- كلايف ديفيس على موقع IMDb (الإنجليزية)
- كلايف ديفيس على موقع الموسوعة البريطانية (الإنجليزية)
- كلايف ديفيس على موقع روتن توميتوز (الإنجليزية)
- كلايف ديفيس على موقع ميوزك برينز (الإنجليزية)
- كلايف ديفيس على موقع قاعدة بيانات برودواي على الإنترنت (الإنجليزية)
- كلايف ديفيس على موقع إن إن دي بي (الإنجليزية)
- كلايف ديفيس على موقع أول ميوزيك (الإنجليزية)
- كلايف ديفيس على موقع ديسكوغز (الإنجليزية)
- كلايف ديفيس على موقع قاعدة بيانات الفيلم (الإنجليزية)